# Филогоний
Филого́ний Антиохи́йский (греч. Φιλογόνιος Αντιοχείας) — архиепископ антиохийский в 314—324 годах.
Был причислен к лику святых. Память — 20 декабря (старый стиль).
Сначала служил в Антиохии судьёй. Гонимые и притесняемые находили в нём защитника и покровителя. Благоволил всем нищим.
Став архиепископом, последовательно защищал православие против ариан.
При гонителях Максимиане и Лицинии явил себя исповедником.